# Danny Graham
Daniel 'Danny' Anthony William Graham (Gateshead, 12 augustus 1985) is een Engels voetballer die bij voorkeur als aanvaller speelt. Hij tekende in juni 2016 een contract tot medio 2018 bij Blackburn Rovers, dat hem in het voorgaande halfjaar al huurde van Sunderland. In zijn verbintenis werd een optie voor nog een seizoen opgenomen.

## Clubcarrière
Graham debuteerde in het seniorenvoetbal bij Chester-le-Street Town, op dat moment actief in de Northern League. Middlesbrough haalde hem in 2003 naar het profvoetbal en verhuurde hem vervolgens aan FC Darlington, Derby County, Leeds United, Blackpool en Carlisle United. Op 6 juni 2007 nam Carlisle hem definitief over.
Graham tekende op 2 juli 2009 een tweejarig contract bij Watford, op dat moment actief in de Championship. In 91 competitiewedstrijden scoorde hij 38 doelpunten voor de club. Watford accepteerde op 7 juni 2011 een bod van 3,9 miljoen euro op Graham afkomstig van Swansea City, dan net gepromoveerd naar de Premier League. Daarvoor maakte hij op 2 oktober 2011 zijn eerste competitiedoelpunt, tegen Stoke City. Tijdens het seizoen 2012-2013 verloor hij zijn plaats aan Michu.
Graham tekende op 31 januari 2013 bij Sunderland, dat 5,8 miljoen euro betaalde voor hem. Twee dagen later debuteerde hij voor The Black Cats, tegen Reading. Hij viel die wedstrijd in voor Stéphane Sessègnon. Graham stond tot en met juni 2016 onder contract bij Sunderland, maar dat verhuurde hem in de tussentijd ook aan Hull City, Middlesbrough, Wolverhampton Wanderers en Blackburn Rovers. Hij verhuisde in juni 2016 vervolgens definitief naar Blackburn Rovers. Hier tekende hij een contract tot medio 2018, met een optie voor nog een seizoen.